# Faltbootmotor
Faltbootmotoren sind speziell für Faltboote und Kajaks gedachte leichte Außenbordmotoren. 
Erstmals wurde ein Faltbootmotor (auch Seitenbordmotor, Kayakmotor) 1928 gebaut und an Faltbooten eingesetzt. Die namhaftesten Hersteller waren damals DKW, Effzet, König Motorenbau, Sachs, Tümmler, Libelle. Nach der Wende 1989 wurde der Bau dieser Faltbootmotoren in der DDR eingestellt. Diese Zweitaktmotoren entsprachen nicht mehr den Umweltbestimmungen und waren vom Geräuschpegel zu laut. Gewichte von 10 kg bis 18 kg entsprachen auch nicht mehr den Anforderungen.
2004 stellte ein Handwerksbetrieb (KPM-Lahnstein) aus dem Schiffsbau einen Nachfolger des Faltbootmotors (Kayakmotor) auf der Internationalen Bootsausstellung in Düsseldorf vor. Es handelt sich dabei um einen Honda-Viertaktmotor mit 1,2 kW/1,64 PS luftgekühlt, der mit einem speziellen Planetengetriebe und Fliehkraftkupplung, sowie einem Antriebsstrang und Universalhalterung aus Aluminium, bei einem Gewicht von 7,5 kg handwerklich gefertigt wird. Mit einer speziellen Halterung ist dieser Motor auch an Festkayaks anzubauen. Der Verbrauch von 0,3 Liter Normalbenzin je Stunde erweitert den Aktionsradius. Die Geschwindigkeiten liegen stufenlos zwischen 4 km/h bis 10 km/h (GPS-Messung mit Festkayak-Zweier).